# Арсеньев, Дмитрий Сергеевич
Дми́трий Серге́евич Арсе́ньев (1832—1915) — русский адмирал (1901), участник Среднеазиатских походов. Внук курляндского губернатора Н. И. Арсеньева.

## Биография
Дмитрий Арсеньев родился 14 (26) сентября 1832 года в селе Горячкино Можайского уезда Московской губернии. Его отец — титулярный советник Сергей Николаевич Арсеньев (1801—1860), был чиновником Государственной комиссии погашения долгов и Московской конторы Коммерческого банка; затем некоторое время состоял при московском генерал-губернаторе Д. В. Голицыне, а с 1828 года был смотрителем Можайского уездного училища. Мать — Надежда Васильевна, урождённая Камынина (1805—1855). В семье были ещё четыре сына: Василий (1829—1915), Николай (1831—1903), Александр (1837—1917); Лев (1839—1849)), а также сестра Евгения (1833—1872) — замужем за полковником лейб-гвардии Гусарского полка Н. В. Шеншиным.
Образование получил в Морском кадетском корпусе и 15 августа 1848 года произведён в гардемарины, плавал на фрегате «Постоянство» под командой капитан-лейтенанта А. Н. Софиано и на шхуне «Стрела», где в то время командовал Ф. Я. Брюммер; 9 августа 1850 года произведён в мичманы и зачислен в офицерский класс Морского корпуса (Николаевская морская академия) и 13-й флотский экипаж. В 1852 году провёл морскую кампанию в плавании по Балтийскому и Северному морям на корвете «Князь Варшавский» под командой И. Н. Изыльметьева. В мае-августе 1853 года совершил плавание на фрегате «Верность» под командованием капитан-лейтенанта А. Я. Григорьева между Санкт-Петербургом, Кронштадтом и Петергофом; 13 августа 1853 года по экзамену произведён в чин лейтенанта и через десять дней был назначен в экипаж корвета «Наварин», на котором провёл зимнюю кампанию 1853—1854 годов.
Во время Крымской войны командовал дивизионом из четырёх канонерских лодок в Рижской флотилии под командованием В. И. Истомина, плавал по Западной Двине. С 29 апреля по 16 ноября 1855 года командовал пароходом «Фонтанка» в плавании между Санкт-Петербургом, Кронштадтом, Ораниенбаумом и Петергофом; 20 июля того же года был переведён в Гвардейский экипаж, с назначением адъютантом управляющего морским министерством барона Ф. П. Врангеля. C 21 мая по 18 августа 1856 года был вахтенным начальником на винтовом корвете «Боярин», где командовал герой Севастопольской обороны капитан 1-го ранга М. А. Перелешин. С июня 1857 года по апрель 1858 года был вахтенным начальником на винтовом корвете «Вепрь» под командованием капитана 1-го ранга А. Х. Винка и находился в плавании из Балтийского моря в Чёрное; 26 сентября 1858 года получил орден Св. Станислава 3-й степени. Летом того же года Арсеньев состоял при управляющем Морским министерством Н. Ф. Метлине в плавании по Дону, Волге, Азовскому, Чёрному и Каспийскому морям. В 1859 году был назначен в Аральскую флотилию к А. И. Бутакову, где командуя двухпушечной баржей сначала сопровождал посольство Н. П. Игнатьева в Хивинское ханство, а затем поддерживал высадку отряда М. Г. Черняева, отправленного в помощь хану, осаждавшему восставший Кунград; за отличие в этом походе был удостоен ордена Св. Анны 3-й степени. По возвращении из Средней Азии, 12 сентября 1860 года Дмитрий Сергеевич Арсеньев был назначен адъютантом к генерал-адмиралу великому князю Константину Николаевичу и 29 сентября — старшим офицером канонерской лодки «Морж» и для её приёмки 17 октября 1860 года вместе с капитан-лейтенантом А. Е. Кроуном был командирован в Лондон. На этой лодке, будучи старшим офицером совершил в 1860—1862 годах плавание из Лондона вокруг Африки и Азии до Николаевска-на-Амуре; 1 января 1862 года за отличное совершение этого плавания был произведён в капитан-лейтенанты. В том же году, 19 июня, был назначен флаг-капитаном при начальнике эскадры, контр-адмирале А. А. Попове и совершил плавания: в Японию на клипере «Гайдамак», в русские владения на Аляске на клипере «Абрек» и в Сан-Франциско на корвете «Калевала». Из последнего порта отправился курьером через Панамский перешеек и Нью-Йорк к великому князю Константину Николаевичу.

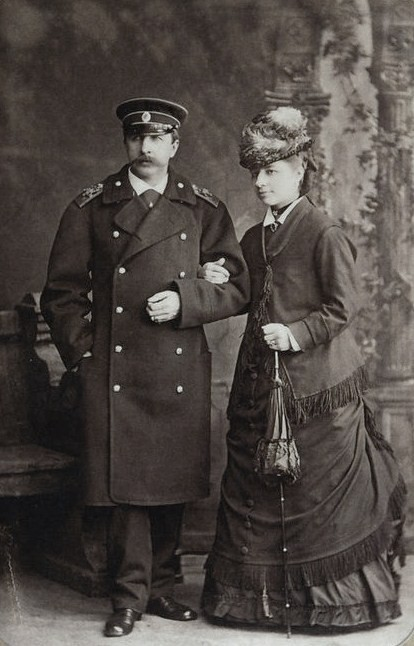
Д. С. Арсеньев с женой

В конце 1862 года прибыл в Варшаву и 1 января 1863 года был награждён орденом Св. Станислава 2-й степени. В феврале 1863 года был командирован в Пруссию для покупки парохода «Висла» и для заказа 6 больших шлюпов, назначенных для учреждения флотилии на Висле. Во время польского восстания 1863 года находился в Царстве Польском при генерал-адмирале великом князе Константине Николаевиче.
С 1864 по 1885 год состоял сначала воспитателем, а затем попечителем великих князей Сергея и Павла Александровичей; 3 апреля 1865 года получил орден Св. Анны 2-й степени, 19 апреля пожалован званием флигель-адъютанта и с 6 мая того же года состоял действительным членом Русского географического общества; 1 января 1866 года произведён в капитаны 2-го ранга; 1 декабря 1868 года награждён орденом Св. Владимира 4-й степени; 1 января 1870 года произведён в капитаны 1-го ранга; 2 сентября 1871 года получил орден Св. Владимира 3-й степени; 29 апреля 1877 года Дмитрий Сергеевич был произведен в чин контр-адмирала с зачислением в Свиту Его Императорского Величества и назначением попечителем при великом князе Сергее Александровиче.
Во время русско-турецкой войны 1877—1878 годов находился с великим князем Сергеем Александровичем в действующей армии, при главной квартире Государя Императора и в Рущукском отряде; 22 декабря 1877 года награждён орденом Св. Станислава 1-й степени с мечами; 21 сентября 1880 года получил орден Св. Анны 1-й степени.
27 июня 1882 года Арсеньев был назначен начальником Николаевской морской академии и директором Морского училища. За время его управления Морское училище постепенно было преобразовано в Морской корпус. В 1895 году при Николаевской морской академии были учреждены курсы военно-морских наук, преобразованные в военно-морской отдел академии. 26 февраля 1887 года Дмитрий Сергеевич произведён в чин вице-адмирала. 14 мая 1896 года Арсеньев был назначен членом адмиралтейств-совета, пожалован званием генерал-адъютанта и награждён алмазными знаками к ордену Св. Александра Невского. За время начальствования в Академии Арсеньев был удостоен орденов Св. Владимира 2-й степени (15 мая 1883 года), Белого Орла (4 июня 1889 года), Св. Александра Невского (17 апреля 1894 года).
9 августа 1900 года по случаю 50-летнего пребывания в офицерских чинах был произведён в полные адмиралы и 1 апреля 1901 года назначен членом Государственного совета, заседал в департаменте промышленности и торговли и в Особом присутствии для составления Уголовного уложения. После реформы Государственного совета 1906 года, Арсеньев начиная с 1909 года снова состоял членом совета и входил в группу правых. 9 августа 1910 года, по случаю 60-летия службы в офицерских чинах, Арсеньев был удостоен ордена Св. Владимира 1-й степени.
Д. С. Арсеньев был почётным членом Императорского православного палестинского общества со дня его основания 21 мая 1882 года; занимал в нём должности члена Совета (1889), вице-председателя (1901) и почётного вице-председателя (1904).
Дмитрий Сергеевич Арсеньев скончался в день своего рождения 14 (27) сентября 1915 года в Царском Селе, похоронен там же на Казанском кладбище.

## Сочинения
Арсеньев оставил после себя несколько сочинений и переводов с английского языка:
- Исторический очерк введения в мореходство винтового двигателя. Перевод с английского // «Морской сборник», 1857, № 6
- О причинах величия морской торговли Северо-Американских Соединённых штатов. (Извлечение из сочинения Токвиля). Перевод с английского // «Морской сборник», 1858, № 3
- Вице-адмирал лорд Эдмунд Лайонс // «Морской сборник», 1859, № 2
- Выписка из письма адъютанта государя великого князя генерал-адмирала, лейтенанта Арсеньева (С винтовой лодки «Морж» из Лиссабона). // «Морской сборник», 1862, № 4
- Воспоминания генерал-адъютанта, адмирала Дмитрия Сергеевича Арсеньева. Начаты осенью 1899 г. СПб., 1907
- Из записок Д. С. Арсеньева // «Русский архив», 1910, № 10, 11
- Из записок генерал-адъютанта адмирала Дмитрия Сергеевича Арсеньева. Дневник путешествия великих князей Сергея и Павла Александровичей с 24 июля по 8 августа 1878 г. // «Русский архив», 1910, № 6
- Из воспоминаний генерал-адъютанта адмирала Д. С. Арсеньева. 1876—1878 // «Русский архив», 1911, № 12
- Возвратное путешествие персидского шаха через Россию // «Русский архив», 1912, № 2
- Из воспоминаний Д. С. Арсеньева. Второе путешествие шаха Музафер-Эдина по России в июле 1900 г. // «Русский архив», 1912, № 2
- Из воспоминаний генерал-адъютанта адмирала Д. С. Арсеньева. Май месяц 1900 г. Путешествие с персидским шахом по России от Джульфы до Александрово // «Русский архив», 1912, № 1
- Письма Дмитрия Сергеевича Арсеньева, воспитателя великого князя Сергея Александровича, графу Сергею Алексеевичу Уварову // «Держава», 1995, № 2
- Жизнеописание императрицы Марии Александровны. 1838–1854. — М.: Кучково поле, 2019. — ISBN 978-5-9950-0937-5.

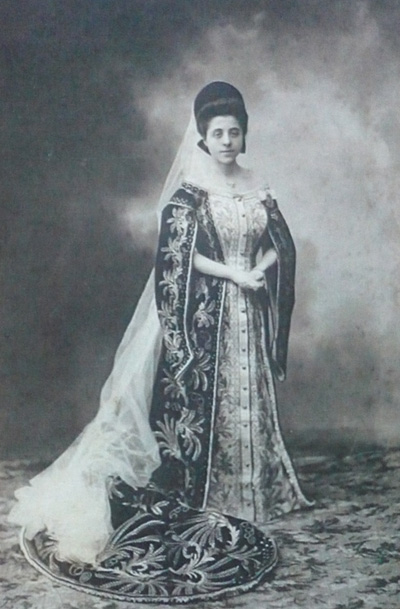
Надежда Арсеньева

## Семья
Был женат с 3 июля 1872 года на дочери егермейстера В. Я. Скарятина, фрейлине двора Варваре Владимировне (27.09.1844, Штудгарт — 1906). Их дети:
- Сергей (09.04.1873—1941); в 1910 году женился на фрейлине Марии Петровне Извольской, дочери П. П. Извольского. Похоронен на кладбище Сент-Женевьев-де-Буа.
- Иван (10.06.1874—15.11.1919)
- Мария (25.02.1877[4]—29.12.1882), похоронена на Тихвинском кладбище Александро-Невской лавры (в «Полежаевской» церкви)
- Надежда (28.04.1885—1937), фрейлина.

## Память
Арсеньевская улица в Можайске.